# 503-й тяжёлый танковый батальон
503-й тяжёлый танковый батальон (нем. Schwere Panzer-Abteilung 503) — тактическое формирование сухопутных войск нацистской Германии, имевшее на вооружении тяжёлые танки Tiger I и Tiger II. Батальон сформирован 6 апреля 1942 года, 21 декабря 1944 года преобразован в тяжёлый танковый батальон «Фельдернхалле» в составе одноимённого корпуса.

## Формирование
Батальон был сформирован 6 апреля 1942 года в Нойруппине на основе 5-го и 6-го танковых полков. В феврале 1944 года батальон переведён на трёхротную структуру.

## Боевая служба
Боевая служба батальона началась в январе 1943 года на Дону в районе Ростова. Затем батальон принимал участие в операции «Цитадель», боях за Белгород, Жмеринку, Каменец-Подольский, Черкассы и Тернополь. Летом 1944 года батальон был переброшен на Западный фронт, в Нормандию, затем — в Венгрию. 21 декабря 1944 года батальон реорганизован в тяжёлый танковый батальон «Фельдернхалле» и вошёл в состав танкового корпуса того же названия. Последние бои батальон провёл севернее Вены.

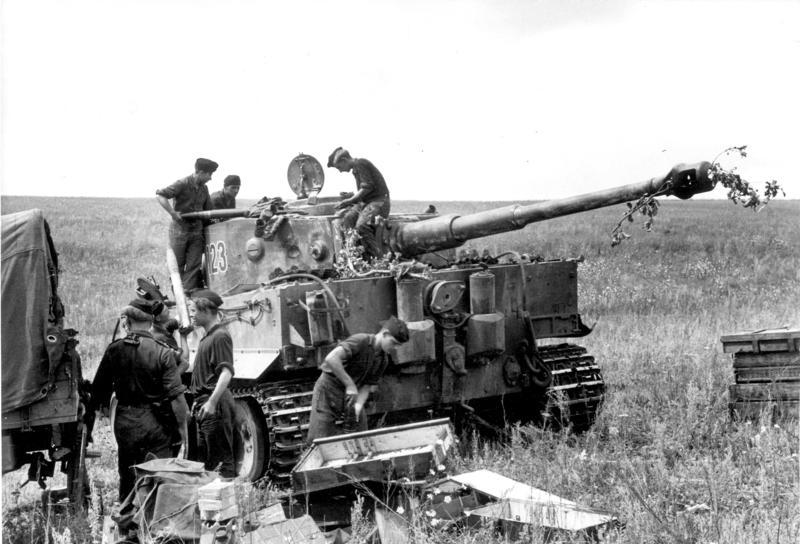
«Тигр I» из 1-й роты 503-го тяжёлого танкового батальона пополняет боезапас. 21 июня 1943 года, Курская битва.
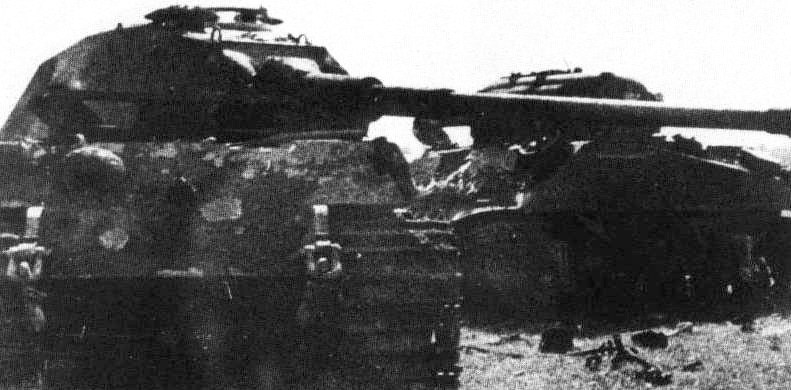
«Тигр II» 503-го тяжёлого танкового батальона, протараненный английским «Шерманом», 18 июля 1944

## Награждённые Рыцарским крестом Железного креста

### Рыцарский Крест Железного креста (2)
- Клеменс-Хайнрих граф фон Кагенек, 04.08.1943 - капитан, командир 503-го тяжёлого танкового батальона
- Вальтер Шерф, 23.02.1944 - обер-лейтенант резерва, командир 3-й роты 503-го тяжёлого танкового батальона

### Рыцарский Крест Железного креста с Дубовыми листьями (1)
- Клеменс-Хайнрих граф фон Кагенек (№ 513), 26.06.1944 - капитан, командир 503-го тяжёлого танкового батальона